# Primera A 2024 (Liga Catamarqueña de Fútbol)
La temporada 2024 de la Primera A de la Liga Catamarqueña de Fútbol es la número 106 en completarse.
Esta edición estuvo integrada por tres torneos con sus respectivos campeones, otorgando sendas plazas al Torneo Regional Federal Amateur 2024-25 y dos cupos al Torneo Provincial. A los 11 equipos del campeonato del año anterior se le sumó Estudiantes de la Tablada en lugar del descendido San Isidro de Nueva Coneta.

## Formato
La temporada 2024 está conformada por 3 campeonatos, en el primero, llamado Apertura o Anual, participaron 12 equipos pertenecientes a la Primera A de la Liga Catamarqueña de Fútbol, en el Petit participaron 8:
Torneo Apertura:
- Los 12 equipos jugarán 11 partidos cada uno a lo largo de 11 fechas, en una sola rueda, bajo el sistema de todos contra todos. En este torneo se usará el sistema de puntos, de acuerdo a la reglamentación de la Internacional F. A. Board, asignándose tres puntos al equipo que resulte ganador, un punto a cada uno en caso de empate y cero puntos al perdedor.
- El club que resulte campeón clasificará al Torneo Regional Federal Amateur 2024-25, mientras que los equipos ubicados del 2.º al 9.º lugar clasificarán al Petit Torneo.
- El orden de clasificación de los equipos, se determinará en una tabla de cómputo general, de la siguiente manera:
  - 1) Mayor cantidad de puntos.
  - 2) Mejor performance en los partidos que se enfrentaron entre sí; en caso de igualdad;
  - 3) Mayor diferencia de goles; en caso de igualdad;
  - 4) Mayor cantidad de goles a favor; en caso de igualdad;
  - 5) Sorteo.

- En caso de que la igualdad, sea de más de dos equipos, esta se dejará reducida a dos clubes, de acuerdo al orden de clasificación de los equipos determinado anteriormente.

- En la zona baja de la tabla, el equipo ubicado en la 11.ª posición deberá disputar la Promoción frente al ganador del Petit Torneo de Primera B, mientras que el equipo ubicado en el último puesto perderá la categoría de forma directa.

Petit Torneo:
- Lo jugarán los 8 equipos clasificados del 2.º al 9.º lugar de la tabla de posiciones. Se desarrollará mediante el sistema de eliminación directa, a un solo partido. En caso de persistir la igualdad en los 90' de juego, se definirá mediante tiros desde el punto penal.

- El equipo ganador se adjudicará el derecho a participar en el Torneo Regional Federal Amateur.

Torneo Clausura:
- A determinar según corresponda.

Plazas entregadas:
Respecto a la clasificación al Torneo Regional Federal Amateur 2024-25, la Liga Catamarqueña otorgó 2 plazas: la primera al ganador del Torneo Anual, y la segunda al vencedor del Petit Torneo. En tanto que el vencedor y el finalista del Clausura se quedarán con las plazas para el Torneo Provincial.

## Equipos participantes
| Nombre del club                         | Ciudad                              | Departamento | Fundación                |
| --------------------------------------- | ----------------------------------- | ------------ | ------------------------ |
| Club Deportivo Américo Tesorieri        | San Fernando del Valle de Catamarca | Capital      | 13 de octubre de 1933    |
| Club Atlético Policial                  | San Fernando del Valle de Catamarca | Capital      | 31 de marzo de 1945      |
| Club Deportivo Chacarita                | San Fernando del Valle de Catamarca | Capital      | 19 de marzo de 1934      |
| Club Atlético Defensores del Norte      | San Fernando del Valle de Catamarca | Capital      | 25 de junio de 1937      |
| Club Atlético Estudiantes de La Tablada | San Fernando del Valle de Catamarca | Capital      | 1 de agosto de 1951      |
| Club Sportivo Ferrocarriles del Estado  | Chumbicha                           | Capayán      | 15 de septiembre de 1946 |
| Club Atlético Independiente             | San Fernando del Valle de Catamarca | Capital      | 28 de febrero de 1920    |
| Asociación Juventud Unida de Santa Rosa | San Fernando del Valle de Catamarca | Capital      | 23 de mayo de 1963       |
| Club Deportivo Salta Central            | San Fernando del Valle de Catamarca | Capital      | 12 de abril de 1984      |
| Club Atlético San Lorenzo de Alem       | San Fernando del Valle de Catamarca | Capital      | 20 de mayo de 1936       |
| Club Atlético Vélez Sarsfield           | San Fernando del Valle de Catamarca | Capital      | 12 de febrero de 1928    |
| Club Sportivo Villa Cubas               | San Fernando del Valle de Catamarca | Capital      | 25 de agosto de 1932     |

## Torneo Apertura
| Pos. | Equipo                       | Pts. | PJ | PG | PE | PP | GF | GC | Dif. |
| ---- | ---------------------------- | ---- | -- | -- | -- | -- | -- | -- | ---- |
| 1.º  | Américo Tesorieri            | 0    | 0  | 0  | 0  | 0  | 0  | 0  | 0    |
| 2.º  | Atlético Policial            | 0    | 0  | 0  | 0  | 0  | 0  | 0  | 0    |
| 3.º  | Chacarita                    | 0    | 0  | 0  | 0  | 0  | 0  | 0  | 0    |
| 4.º  | Defensores del Norte         | 0    | 0  | 0  | 0  | 0  | 0  | 0  | 0    |
| 5.º  | Estudiantes de La Tablada    | 0    | 0  | 0  | 0  | 0  | 0  | 0  | 0    |
| 6.º  | Ferrocarriles (Chumbicha)    | 0    | 0  | 0  | 0  | 0  | 0  | 0  | 0    |
| 7.º  | Independiente (Capital)      | 0    | 0  | 0  | 0  | 0  | 0  | 0  | 0    |
| 8.º  | Juventud Unida de Santa Rosa | 0    | 0  | 0  | 0  | 0  | 0  | 0  | 0    |
| 9.º  | Salta Central                | 0    | 0  | 0  | 0  | 0  | 0  | 0  | 0    |
| 10.º | San Lorenzo de Alem          | 0    | 0  | 0  | 0  | 0  | 0  | 0  | 0    |
| 11.º | Vélez Sarsfield              | 0    | 0  | 0  | 0  | 0  | 0  | 0  | 0    |
| 12.º | Villa Cubas                  | 0    | 0  | 0  | 0  | 0  | 0  | 0  | 0    |

|  | El equipo que ocupe esta posición al finalizar la disputa se consagrará campeón y clasificará al Torneo Regional Federal Amateur 2024-25. |
|  | Los equipos que ocupen esta posición al finalizar la disputa clasificarán al Petit Torneo.                                                |
|  | El equipo que ocupe esta posición al finalizar la disputa deberá disputar la Promoción.                                                   |
|  | El equipo que ocupe esta posición al finalizar la disputa descenderá a la Primera B 2024-25.                                              |

## Petit Torneo
|  | Cuartos de final | Cuartos de final | Cuartos de final |  |  | Semifinales | Semifinales | Semifinales |  |  | Final       | Final       | Final       |  |
|  | 30 de junio      | 30 de junio      | 30 de junio      |  |  | 7 de julio  | 7 de julio  | 7 de julio  |  |  | 14 de julio | 14 de julio | 14 de julio |  |
|  |                  |                  |                  |  |  |             |             |             |  |  |             |             |             |  |
|  |                  |                  |                  |  |  |             |             |             |  |  |             |             |             |  |
|  | 2                |                  |                  |  |  |             |             |             |  |  |             |             |             |  |
|  |                  |                  |                  |  |  |             |             |             |  |  |             |             |             |  |
|  | 9                |                  |                  |  |  |             |             |             |  |  |             |             |             |  |
|  |                  | -                |                  |  |  |             |             |             |  |  |             |             |             |  |
|  |                  |                  |                  |  |  |             |             |             |  |  |             |             |             |  |
|  |                  |                  | -                |  |  |             |             |             |  |  |             |             |             |  |
|  | 5                |                  |                  |  |  |             |             |             |  |  |             |             |             |  |
|  |                  |                  |                  |  |  |             |             |             |  |  |             |             |             |  |
|  | 6                |                  |                  |  |  |             |             |             |  |  |             |             |             |  |
|  |                  |                  |                  |  |  |             | -           |             |  |  |             |             |             |  |
|  |                  |                  |                  |  |  |             |             |             |  |  |             |             |             |  |
|  |                  |                  | -                |  |  |             |             |             |  |  |             |             |             |  |
|  | 3                |                  |                  |  |  |             |             |             |  |  |             |             |             |  |
|  |                  |                  |                  |  |  |             |             |             |  |  |             |             |             |  |
|  | 8                |                  |                  |  |  |             |             |             |  |  |             |             |             |  |
|  |                  | -                |                  |  |  |             |             |             |  |  |             |             |             |  |
|  |                  |                  |                  |  |  |             |             |             |  |  |             |             |             |  |
|  |                  |                  | -                |  |  |             |             |             |  |  |             |             |             |  |
|  | 4                |                  |                  |  |  |             |             |             |  |  |             |             |             |  |
|  |                  |                  |                  |  |  |             |             |             |  |  |             |             |             |  |
|  | 7                |                  |                  |  |  |             |             |             |  |  |             |             |             |  |
|  |                  |                  |                  |  |  |             |             |             |  |  |             |             |             |  |
|  |                  |                  |                  |  |  |             |             |             |  |  |             |             |             |  |

## Resumen

### Campeones
| Torneo   | Equipo | Título |
| -------- | ------ | ------ |
| Apertura | -      | -      |
| Petit    | -      | -      |
| Clausura | -      | -      |

### Plazas entregados
| Cupo | Equipo | Competición                             | Método de clasificación       |
| ---- | ------ | --------------------------------------- | ----------------------------- |
| 1    | -      | Torneo Regional Federal Amateur 2024-25 | Campeón del Torneo Anual      |
| 2    | -      | Torneo Regional Federal Amateur 2024-25 | Campeón del Petit Torneo      |
| 3    | -      | Torneo Provincial de Fútbol 2024        | Campeón del Torneo Clausura   |
| 4    | -      | Torneo Provincial de Fútbol 2024        | Finalista del Torneo Clausura |

### Descensos
| Equipo | Método                         |
| ------ | ------------------------------ |
| -      | Último puesto del Torneo Anual |
| -      | Promoción                      |